# Amatitlania
Amatitlania és un gènere de peixos de la família dels cíclids i de l'ordre dels perciformes.

## Taxonomia
- Amatitlania coatepeque (Schmitter-Soto, 2007)[1]
- Amatitlania kanna (Schmitter-Soto, 2007)[1]
- Amatitlania nigrofasciata (Günther, 1867)[2]
- Amatitlania siquia (Schmitter-Soto, 2007)[1][3][4][5]